# Szabaderdő
Szabaderdő románul: Olteni, falu Romániában, Erdélyben, Fehér megyében.

## Fekvése
Nagyenyedtől nyugatra, Remete mellett fekvő település.

## Története
Szabaderdő nevét 1808-ban említette először oklevél Szabaderdő (Λ Remete), Walddorf, Szábérdeu néven.
Későbbi névváltozatai: 1861-ben Szabaderdő, 1888-ban Szabaderdő (Oltyén), 1913-ban g. Freiwald.
1920-tól Remete (Râmeţ) része, 1956-ban különvált, ekkor 110 lakosa volt.
1966-ban 89, 1977-ben 61, 1992-ben 41, 2002-ben 26 román lakosa volt.